# Ruisseau
Pour les articles homonymes, voir Ruisseau (caniveau).
Un ruisseau est un petit cours d'eau peu profond, au débit modéré (jusqu'à 2 m3/s), alimenté par des sources d'eaux naturelles ou drainant un bassin versant, souvent affluent d'un étang, d'un lac ou d'une rivière, mais aussi parfois d'une mer ou d'un océan. 
Il peut se tarir en cas de sécheresse car sa source est altérable par les conditions climatiques.
Un arroyo est un cours d'eau et plus particulièrement un ruisseau temporaire qui se remplit lorsqu'il pleut.
Un petit ruisseau est un ruisselet ou ru. En toponymie lorraine, on rencontre la graphie « rupt ». En Wallonie, le mot « ry » est fréquent.
On appelle aussi nuau la partie de la chaussée en creux actuellement au bord du trottoir où s'écoule l'eau de pluie. Le ruisseau était situé au milieu de la rue avant la généralisation au XIXe siècle des chaussées bombées bordées de trottoirs.
Du point de vue de l'écologie du paysage, les ruisseaux, comme les autres cours d'eau, sont des corridors biologiques, pris en compte comme tels par les trames vertes ou réseaux écologiques.
En contournant les obstacles (roches, racines) ou par le jeu de l'érosion et de la sédimentation, les ruisseaux naturels forment des méandres qui freinent le cours de l'eau et permettent sa meilleure infiltration vers les nappes phréatiques.

## Photos

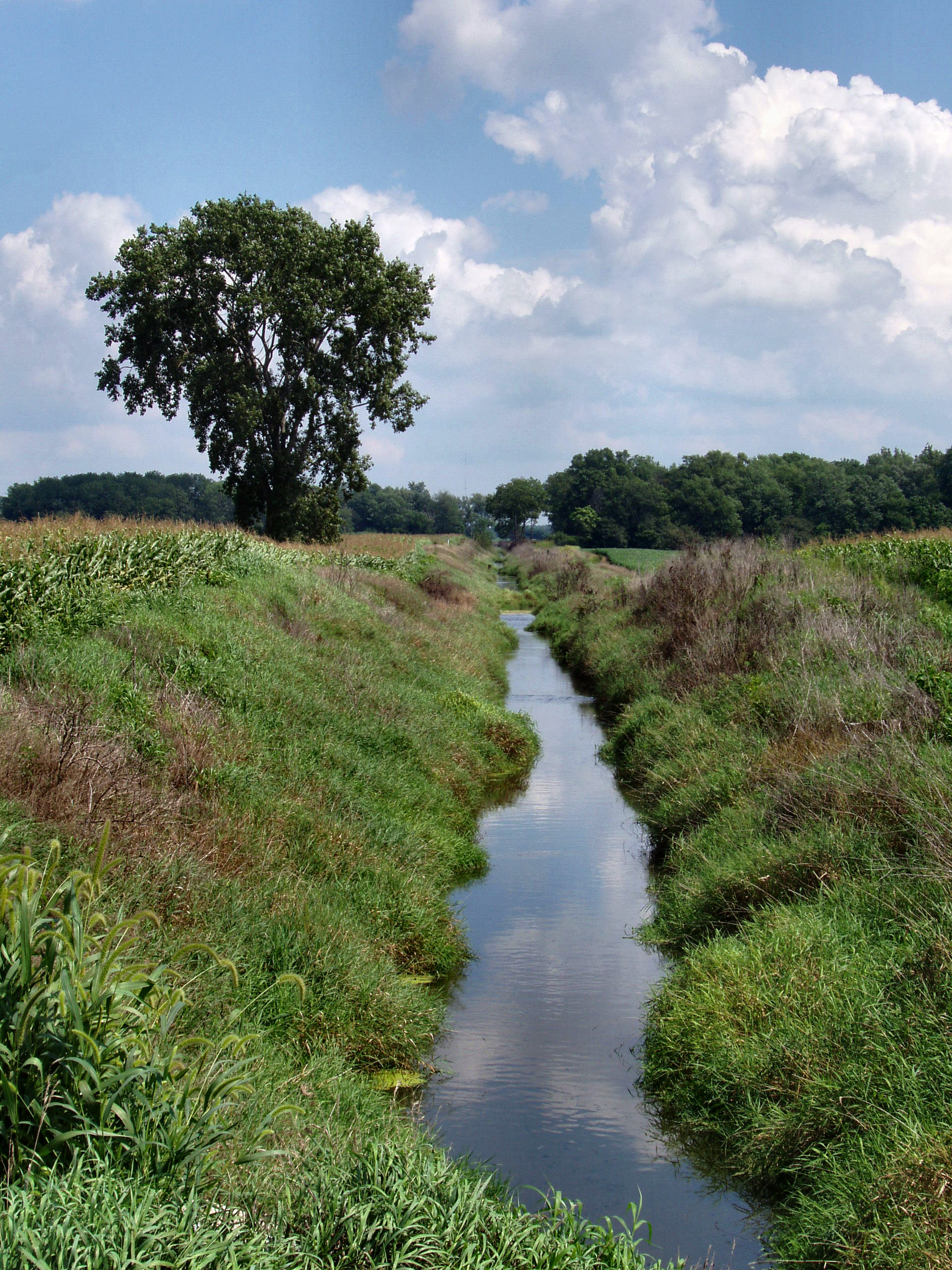
Ruisseau de plaine transformé en fossé (ici dans l'Indiana).
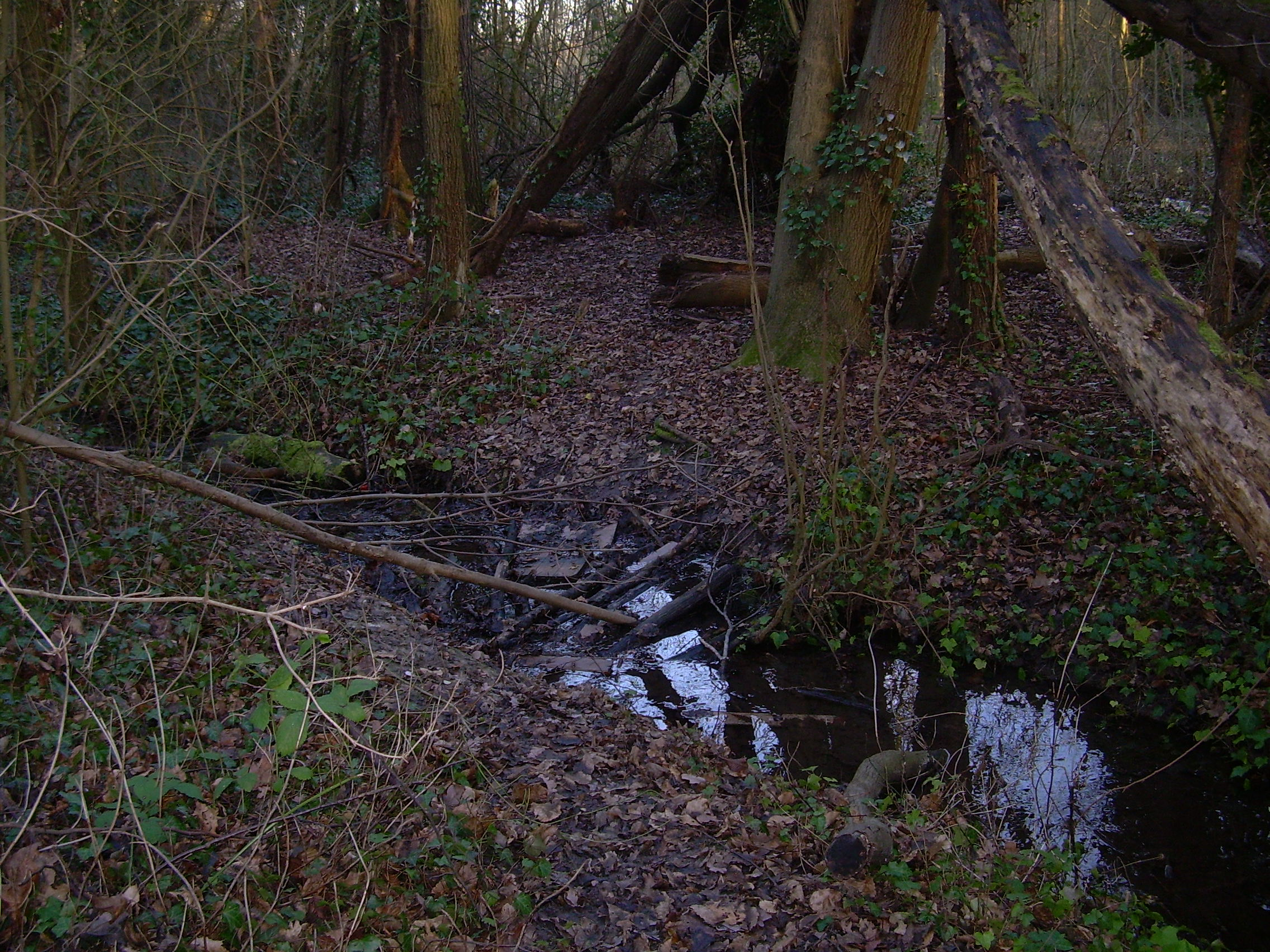
À travers la forêt, le ruisseau de la Grange du Breuil.
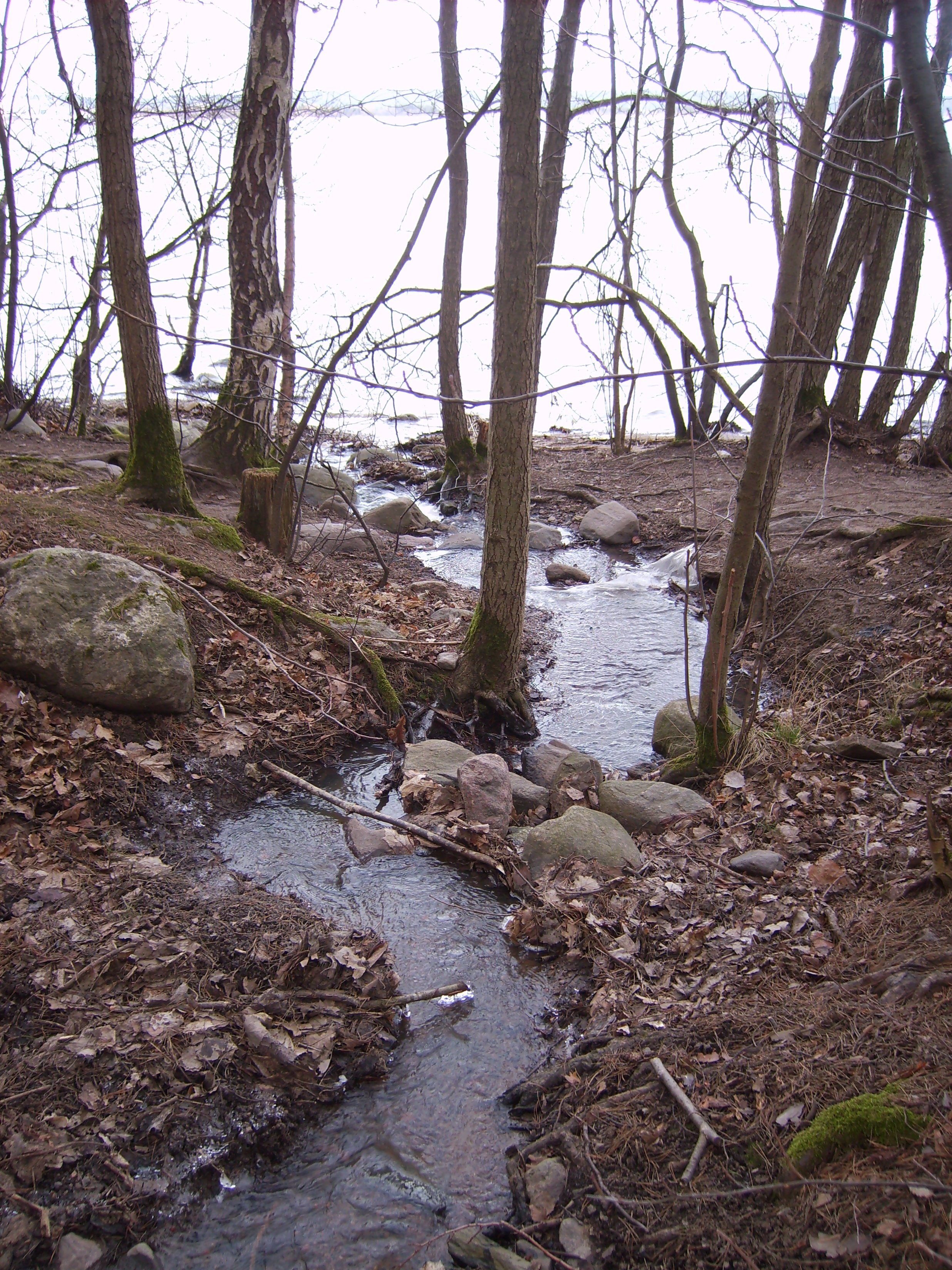
Ruisseau de l'aire de loisirs Abborreberg à Norrköping.
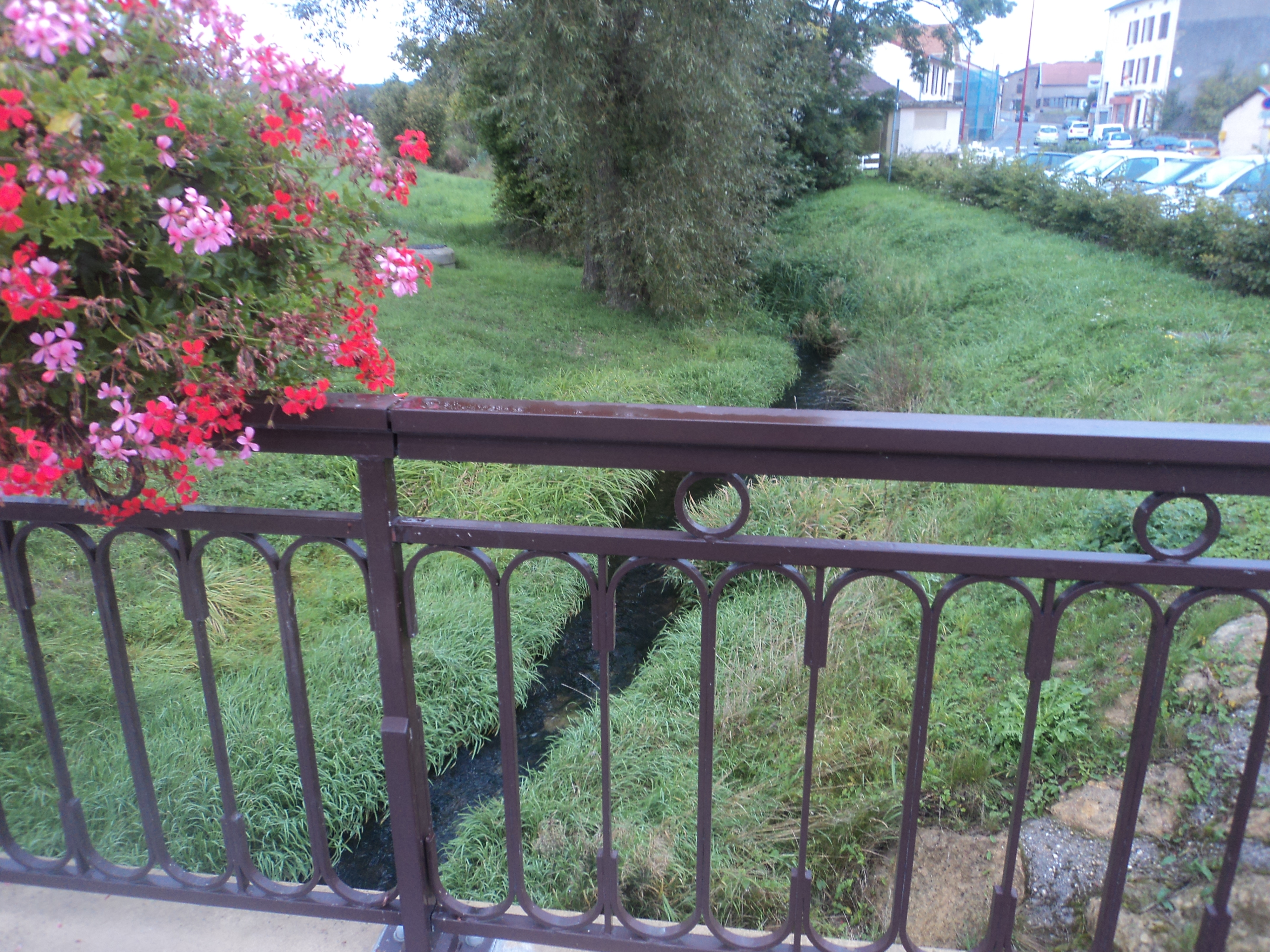
Ruisseau des froides fontaines à Tucquegnieux.
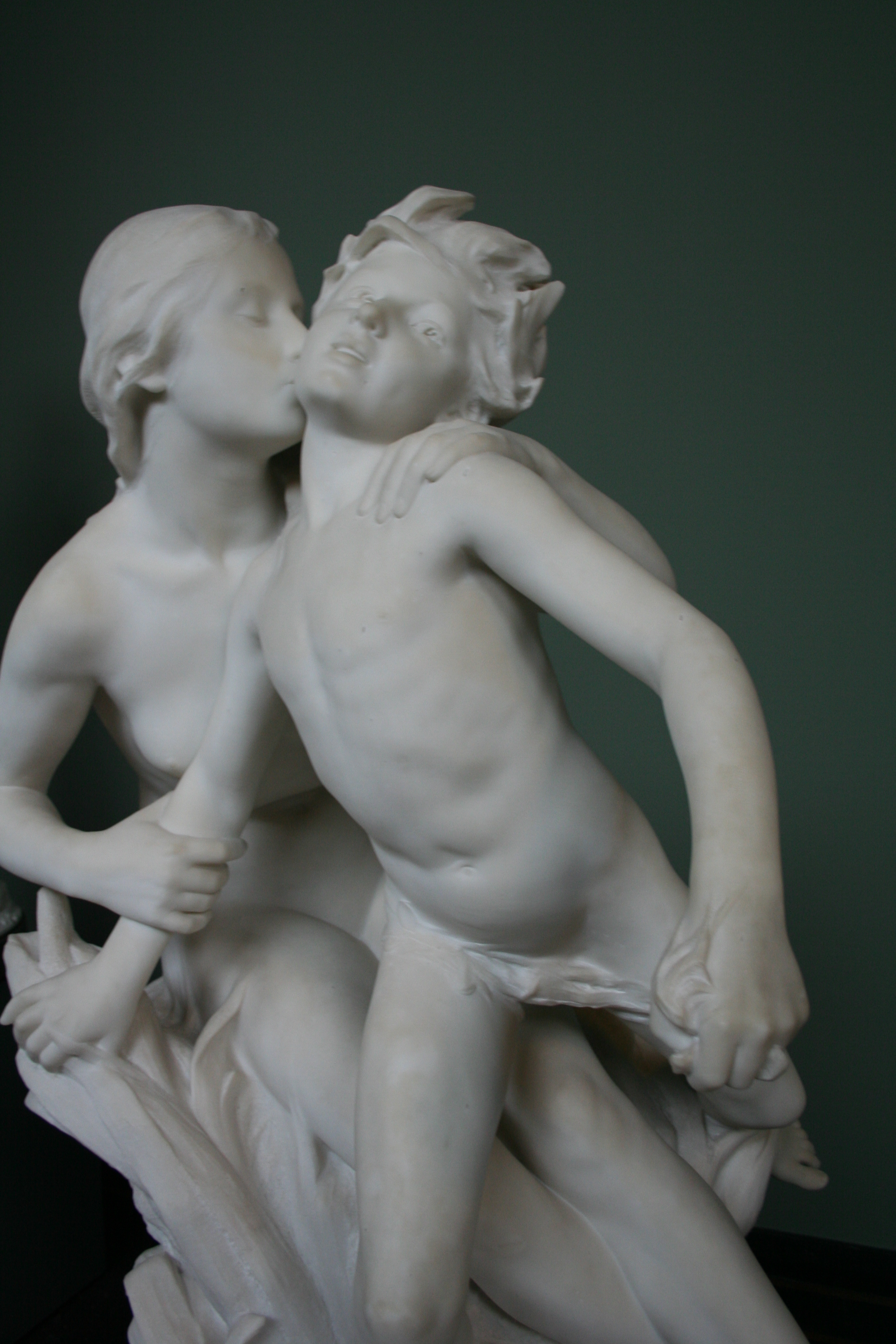
Représentation métaphorique de la prairie et du ruisseau (par François-Raoul Larche, Ny Carlsberg Glyptotek, Copenhague).
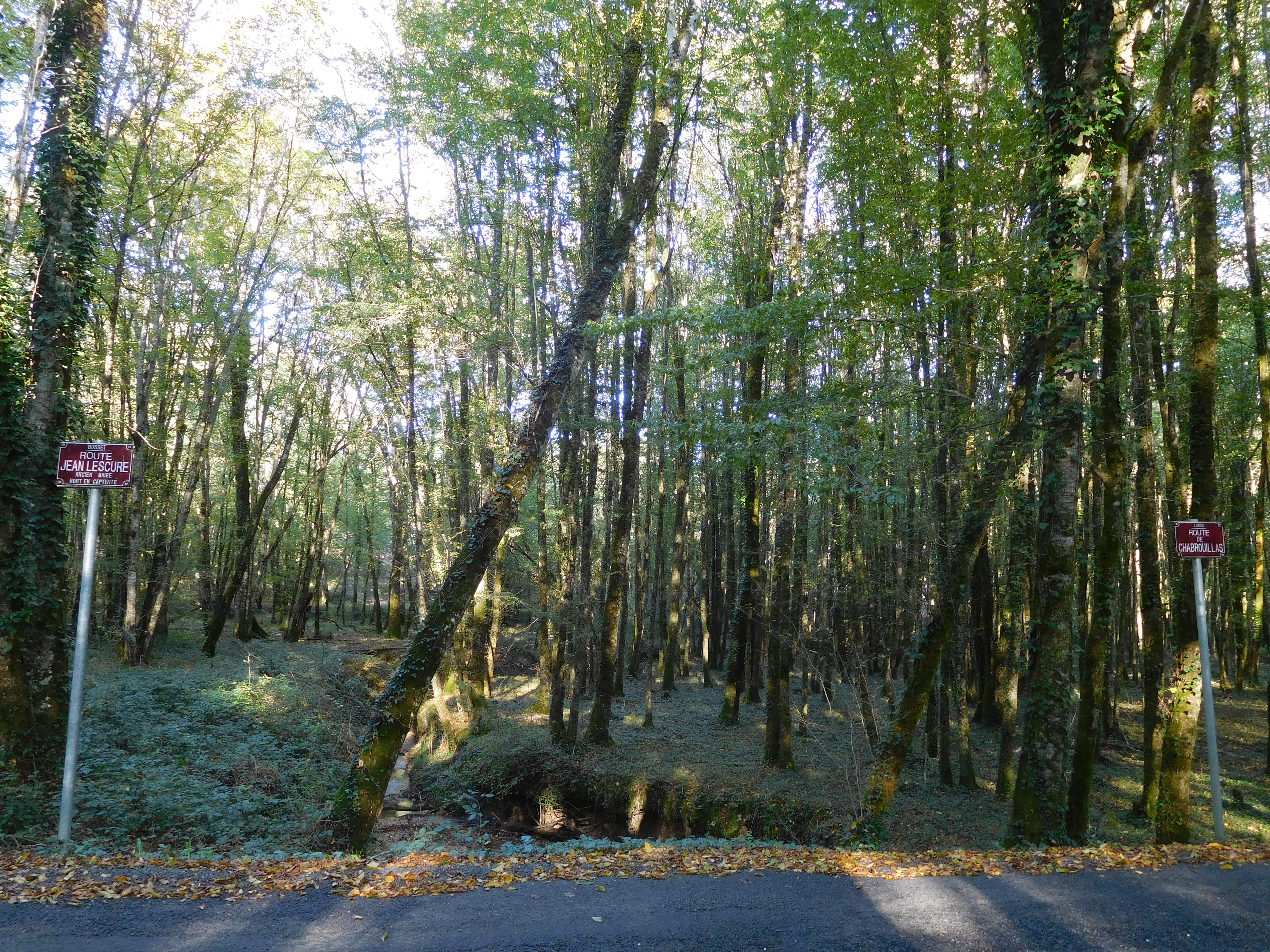
Ruisseau comme limite communale.